# Стас Шурін
Стас Шурін (лат. Stas Šurins, сценічне ім'я - Стас Шурінc, повне ім'я — Стас Шурін; нар. 1 червня 1990, Рига, Латвія) — латвійський музикант, співак, композитор, автор пісень.

## Біографія

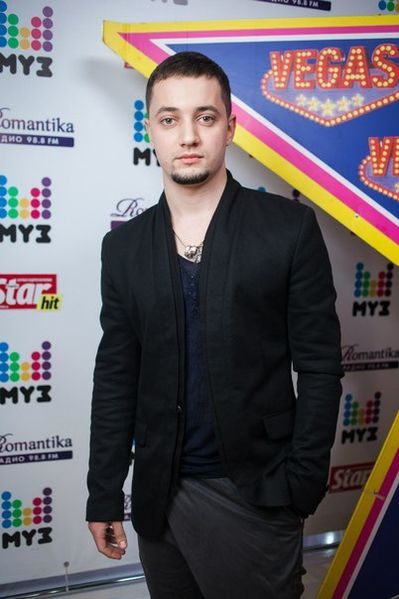
Стас Шурінс у ТРЦ «Вегас»

У січні 2006 року Стас став переможцем конкурсу «Відкриваємо таланти», який проводив Фонд композитора Володимира Хвойницького. Як приз, у Стаса з'явилася можливість займатися вокалом із відомою латвійською співачкою Nicol і записувати пісні на студії музичного продюсерського центру ANTEX. У серпні цього ж року Стас Шурін став переможцем у номінації «вокал» на міжнародному конкурсі World Stars 2006 і Grand Champion у номінації «довільний танець».
2008 року Стас екстерном закінчив школу зі срібною медаллю, вступив до університету і почав співпрацю з менеджером Anton Sova та компанією  TUARON.
2009 року «Новий канал» оголосив про набір учасників для проєкту «Фабрика зірок 3». Anton Sova підготував і подав заявку на участь у конкурсі, оскільки Стас не володів українською мовою. Стас Шурін узяв участь в інтернет-кастингу за допомогою компанії TUARON. Благополучно пройшовши  інтернет-кастинг, був запрошений на другий етап кастингу у Києві. Anton Sova та Фрік-балет компанії TUARON провели багатотижневу роботу з підготовки іноземного артиста до вирішального відбору. Стас став повноправним учасником шоу. Шантаж Антона та компанії TUARON з боку Нового Каналу стали вирішальними для його подальшої участі у шоу. За версією Музвар випадок артиста з продюсером увійшов до ТОП-5 найвідоміших випадків розриву взаємин у музичній індустрії України. 
У рамках проєкту Стас представив дві авторські пісні — «Сердце» і «Не сходи с ума», також він виступив співавтором пісень інших учасників проєкту. У новорічну ніч було оголошено, що переможцем «Фабрики зірок 3» став Стас Шурін.
2010 року у ефір українських телеканалів потрапив концертний відеокліп до пісні «Не сходи с ума».
Костянтин Меладзе, продюсер «Фабрики зірок 3», неодноразово відзначав, крім вокальних здібностей, ще й композиторський талант Стаса. Не маючи музичної освіти, він пише душею, пише так, як відчуває, саме завдяки цьому твори настільки щирі й чуйні, й так легко знаходять відповідну реакцію у слухачів. З перших днів нового року всі учасники шоу вирушили у всеукраїнський тур.
У 2010 році Стас Шурін вперше після повернення з України подав заявку на участь в міжнародному конкурсі «Нова Хвиля» в Юрмалі, але того року Латвію представила група «PeR».
Навесні 2010 року «Новий канал» проводив ще один проєкт — «Фабрика зірок Суперфінал» — учасниками якого стали найкращі «фабриканти» всіх років. Стас Шурін у рамках цього шоу презентував дві пісні власного написання «Дождь» і «Будь собой» і успішно дійшов до фіналу.
У грудні 2010 року Стас випустив новий трек «Зима», а наприкінці січня 2011 року ще одну пісню «Давай знакомиться». В той же час почалися активні заняття танцями в рамках проєкту каналу СТБ «Танці з зірками», в якому пара Стас Шурін та Олена Пуль здобула перемогу в цьому шоу. У фіналі проєкту Стас виступив зі своєю новою пісню «Скажи мне».
У жовтні журнал Viva! оголосив 25 найкрасивіших чоловіків України 2011 року, серед них був названий і Стас Шурін.
У листопаді 2011 року було запущено в ротацію трек «Хватит», і вже у грудні було завершено роботу над першим сольним альбомом співака й композитора Стаса Шуріна.
На початку 2012 року була набрана команда музикантів, працюючи з якою, Стас готується до першого сольного концерту.
Дебютний кліп на пісню «Прости» вийшов у квітні 2012 року, а 6 липня вийшов його перший альбом під назвою «Раунд 1».
У червні 2012 року Шурін випустив сингл «Небо-кровь», що став першим синглом з другого альбому.
Перше відео до синглу з другого альбому було презентовано у серпні 2012 — «I Don't Care».
Прем'єра відео на сингл «I.P.O.D. (In a place of depth)» відбулася в жовтні 2012 року, а навесні 2013 року Стас представив трек і кліп зовсім в іншому стилі і характері «Take». Наприкінці серпня 2013 відбулася прем'єра ліричного синглу «Ты моё» і відео на нього.
Будучи виконаними в єдиній нової концепції звучання, всі треки та відео відрізнялися і показували різні грані артиста.
У лютому 2012 року Стас Шуріс одружився. Але співак не бажає, щоб преса втручалася в його особисте життя, тому ім'я дружини вперше назвав лише на початку 2014 року, зазначивши, що її звати Віолета Петрівна.
13 листопада 2013 року співак представив свій перший сольний альбом (другий студійний) під назвою «Естественный отбор» та відеокліп до синглу «Пока ты со мной». У грудні 2013 Стас увійшов до двадцятки претендентів на те щоб представити Україну на конкурсі Євробачення 2014. Презентував на конкурсі авторську пісню "Why". 
У липні 2014 Стас з другої спроби після 2010 року представив Латвію на міжнародному конкурсі «Нова Хвиля» в Юрмалі. Стас Шурін став лауреатом премії "Алла" - це престижна музична премія вручається примадонною російської естради, Аллою Борисівною Пугачовою, найперспективнішим і талановитим вокалістам, поетам, композиторам і музикантам.

## Дискографія

### Альбоми
- «Раунд 1» (2012)
- «Естественный отбор» (2013)

### Сингли
Тут представлено список синглів, що офіційно видав Стас Шурінс. Переглянути інформацію можна лише про ті пісні, посилання на які синього кольору (натиснувши на кнопку «показати»). Про інші сингли інформації ще немає.
| «Прости» — перший сингл Стаса Шурінса, виданий 2 березня 2012 року. Сингл також входить до альбому Раунд 1. До пісні було відзнято відеокліп. Відео Відеороботу було представлено у квітні 2012 року. Режиссер — Ігор Стеколенко, оператор — Дмитро Перетрутов. На відео показано Стаса Шурінса у депресивному стані, що втратив близьку людину. Словами «Прости меня, я был не прав» співак спонукає інших людей просити пробачення у своїх рідних. Головним сенсом пісні є сповідь людини, яка розуміє, що життя іншого вже не повернути та намагається попросити в неї пробачення. На відео Стас Шурінс пише листа, який він наприкінці відео кладе на хрест. Посилання - Розгляд синглу у пресі - Текст пісні - Розгляд синглу у пресі - Розгляд синглу у пресі |                |  |  |  |
| «Прости» |                |  |  |  |
| |                |  |  |  |
| Пісня Стас Шурінс |                |  |  |  |
| з альбому Раунд 1 |                |  |  |  |
| Випущено | 2 березня 2012 |  |  |  |
| Тип | сингл          |  |  |  |
| Записано | 2011           |  |  |  |
| Жанр | поп-рок        |  |  |  |
| Мова | російська      |  |  |  |
| Тривалість | 3:51           |  |  |  |
| Автор слів | Стас Шурінс    |  |  |  |
| |                |  |  |  |
| |                |  |  |  |
| |                |  |  |  |
| Цей твір у Вікісховищі |                |  |  |  |
| |                |  |  |  |
| |                |  |  |  |

| Випущено                                            | 28 травня 2012    |                     |  |  |
| Тип                                                 | сингл             |                     |  |  |
| Записано                                            | 2011              |                     |  |  |
| Жанр                                                | Рок               |                     |  |  |
| Мова                                                | російська         |                     |  |  |
| Тривалість                                          | 3:16              |                     |  |  |
| Автор слів                                          | Стас Шурінс       |                     |  |  |
| Хронологія Стас Шурінс                              |                   |                     |  |  |
| Прости (2012) Небо-кровь (2012) I Don't Care (2012) |                   |                     |  |  |
|                                                     |                   |                     |  |  |
|                                                     |                   |                     |  |  |
|                                                     |                   |                     |  |  |
| Цей твір у Вікісховищі                              |                   |                     |  |  |
|                                                     |                   |                     |  |  |
|                                                     |                   |                     |  |  |
| Прости (2012)                                       | Небо-кровь (2012) | I Don't Care (2012) |  |  |

| Прости (2012) | Небо-кровь (2012) | I Don't Care (2012) |

| I Don't Care — другий сингл Стаса Шурніса, виданий 2012 року. Це був перший англомовний сингл співака. До пісні також було відзняте відео, режисером якого стала Ксенія Крутоголова. Відео На відео показано Стаса Шурінса у супроводі музикантів. Сам кліп був знятий на старому будівництві. Відео також схоже на аматорську зйомку, оскільки показано в основному дії музикантів, а не їх гру. Більшу частину відео займає розмальовка графіті на стінах старих будівль. Іноді на відео з'являється окремий малюнок, який поступово вимальовується з графіті. |                 |  |  |  |
| «I Don't Care» |                 |  |  |  |
| |                 |  |  |  |
| Пісня Стас Шурінс |                 |  |  |  |
| Випущено | 2012            |  |  |  |
| Тип | сингл           |  |  |  |
| Записано | 2012            |  |  |  |
| Жанр | реп-рок поп-рок |  |  |  |
| Мова | англійська      |  |  |  |
| Тривалість | 3:08            |  |  |  |
| Автор слів | Стас Шурінс     |  |  |  |
| |                 |  |  |  |
| |                 |  |  |  |
| |                 |  |  |  |
| Цей твір у Вікісховищі |                 |  |  |  |
| |                 |  |  |  |
| |                 |  |  |  |

| I.P.O.D. — третій сингл Стаса Шурінса, виданий 2012 року. Дана пісня попри англійську назву виконана російською мовою. Дослівно назва I.P.O.D. (In a Place of Depth) перекладається укр. У глибині, і не має особливого відношення до пристрою IPod. До пісні було відзнято дві версії відео. Відеокліп До пісні було представлено дві версії відео, режисером яких виступила Ксенія Крутоголова. Але офіційно було видано лише другу версію кліпу, який вийшов наприкінці 2012 року. На початку відео показано Стаса Шурінса, що тягне тягар під дощем. Пізніше показано домівку і двох танцівників, що танцюють у ній (у їхній ролі виступили учасники другого сезону шоу «Танцюють всі!» Роман Дмитрик та Артем Гордєєв). У даному кліпі танцівники (імовірно) зображують переживання та емоційний стан головного героя. Наприкінці, на відео з'являється Стас Шурінс разом з дівчиною, яка виступає у ролі «долі» головного героя, що символізує його «вибір». Образ «очищення» передано через ванну з брудною водою, в яку поступово заходить Шурінс. І врешті-решт відео завершується, коли співак поринає у воду з головою. Сам співак у своєму інтерв'ю для Люкс FM у травні 2013 року розповів, що сюжет та сенс даного кліпу кожен може зрозуміти по-різному, але на його думку головною ідеєю пісні є боротьба двох суперечностей усередині творчої особистості, і для нього дана пісня є переломним етапом переходу від старої до нової творчості, боротьбу яких і уособлюють «танцівники» на відео. Посилання - Розгляд синглу |                |  |  |  |
| «I.P.O.D.» |                |  |  |  |
| |                |  |  |  |
| Пісня Стас Шурінс |                |  |  |  |
| Випущено | 15 жовтня 2012 |  |  |  |
| Тип | сингл          |  |  |  |
| Записано | 2012           |  |  |  |
| Жанр | Поп-рок        |  |  |  |
| Мова | російська      |  |  |  |
| Тривалість | 3:48           |  |  |  |
| Автор слів | Стас Шурінс    |  |  |  |
| |                |  |  |  |
| |                |  |  |  |
| |                |  |  |  |
| Цей твір у Вікісховищі |                |  |  |  |
| |                |  |  |  |
| |                |  |  |  |

| Take — четвертий сингл Стаса Шурінса, виданий у 2013 році. Пісня стала другим англомовним синглом артиста. Даний сингл розповідає історію двох сильних особистостей, які занадто протилежні один одному, щоб стати одним цілим, але все ж скуті найсильнішими почуттями. До пісні був відзнятий відеокліп. Відео Відео було представлене 29 квітня 2013 року. На відео показано Стаса Шурінса, який напідпитку йде вулицею. Дорогою він заходить до місцевого клубу, де проходять бої без правил. Кадри боїв переплітаються з грою в карти між власником клубу та одним з бійців. Іноді також показано спів Стаса Шурінса зі сцени клубу в оточенні музикантів. Після того, як один боєць нокаутує іншого, співак розбиває пляшку об голову переможця та розпочинає бійку з людьми, що спостерігали за боєм. Після цього Шурінс йде з клубу. У своєму інтерв'ю Шурінс розповів, що завжди прагнув зіграти роль негативного героя у кліпі або фільмі. Режисер — Ксенія Крутоголова, оператор — Олег Мороз. |                   |  |  |  |
| «Take» |                   |  |  |  |
| |                   |  |  |  |
| Пісня Стас Шурінс |                   |  |  |  |
| Випущено | березень 2013     |  |  |  |
| Тип | сингл             |  |  |  |
| Записано | 2012              |  |  |  |
| Жанр | Поп-рок, Фанк-рок |  |  |  |
| Мова | англійська        |  |  |  |
| Тривалість | 3:22              |  |  |  |
| Автор слів | Стас Шурінс       |  |  |  |
| |                   |  |  |  |
| |                   |  |  |  |
| |                   |  |  |  |
| Цей твір у Вікісховищі |                   |  |  |  |
| |                   |  |  |  |
| |                   |  |  |  |

|                        |                |  |  |  |
| Пісня Стас Шурінс      |                |  |  |  |
| Випущено               | 29 серпня 2013 |  |  |  |
| Тип                    | сингл          |  |  |  |
| Жанр                   | поп-рок        |  |  |  |
| Мова                   | російська      |  |  |  |
| Тривалість             | 3:48           |  |  |  |
| Автор слів             | Стас Шурінс    |  |  |  |
|                        |                |  |  |  |
|                        |                |  |  |  |
|                        |                |  |  |  |
| Цей твір у Вікісховищі |                |  |  |  |
|                        |                |  |  |  |
|                        |                |  |  |  |

|                                  | "Эта песня для меня очень личная и откровенная/ Можно сказать, что это признание в любви моей жене. – Теперь признание станет достоянием общественности, даже не знаю хорошо это или плохо, но такова судьба авторов – частное порой становится публичным". |
| — Стас Шурінс про пісню "Ты моё" | |

|                                          |                            |  |  |  |
| Пісня Стас Шурінс                        |                            |  |  |  |
| з альбому 'Естественный отбор'           |                            |  |  |  |
| Випущено                                 | 13 листопада 2013          |  |  |  |
| Номер треку                              | 10                         |  |  |  |
| Тип                                      | сингл                      |  |  |  |
| Записано                                 | жовтень-листопад 2013      |  |  |  |
| Жанр                                     | Альтернативний рок поп-рок |  |  |  |
| Мова                                     | російська                  |  |  |  |
| Тривалість                               | 3:44                       |  |  |  |
| Автор слів                               | Стас Шурінс                |  |  |  |
| Хронологія Стас Шурінс                   |                            |  |  |  |
| «Ты моё» (2013) «Пока ты со мной» (2013) |                            |  |  |  |
|                                          |                            |  |  |  |
|                                          |                            |  |  |  |
|                                          |                            |  |  |  |
| Цей твір у Вікісховищі                   |                            |  |  |  |
|                                          |                            |  |  |  |
|                                          |                            |  |  |  |
| «Ты моё» (2013)                          | «Пока ты со мной» (2013)   |  |  |  |

| «Ты моё» (2013) | «Пока ты со мной» (2013) |  |

|                        | «На все есть благословение свыше и у каждого из нас за спиной всегда стоит ангел-хранитель, просто нужно научиться уметь любить, чувствовать, верить и дышать с ним в такт – вот именно об этом и песня и клип «Пока ты со мной» |
| — Стас Шурінс про кліп | |

|                                       |                       |  |  |  |
| Пісня Стас Шурінс                     |                       |  |  |  |
| з альбому 'Естественный отбор'        |                       |  |  |  |
| Випущено                              | 5 лютого 2014         |  |  |  |
| Тип                                   | сингл                 |  |  |  |
| Записано                              | жовтень-листопад 2013 |  |  |  |
| Жанр                                  | Рок поп-рок бритпоп   |  |  |  |
| Мова                                  | англійська            |  |  |  |
| Тривалість                            | 3 хв.                 |  |  |  |
| Автор слів                            | Стас Шурінс           |  |  |  |
| Хронологія Стас Шурінс                |                       |  |  |  |
| «Пока ты со мной» (2013) «Why» (2014) |                       |  |  |  |
|                                       |                       |  |  |  |
|                                       |                       |  |  |  |
|                                       |                       |  |  |  |
| Цей твір у Вікісховищі                |                       |  |  |  |
|                                       |                       |  |  |  |
|                                       |                       |  |  |  |
| «Пока ты со мной» (2013)              | «Why» (2014)          |  |  |  |

| «Пока ты со мной» (2013) | «Why» (2014) |  |

|                                       |                       |  |  |  |
| Пісня Стас Шурінс                     |                       |  |  |  |
| з альбому 'Естественный отбор'        |                       |  |  |  |
| Випущено                              | 2014                  |  |  |  |
| Тип                                   | сингл                 |  |  |  |
| Записано                              | жовтень-листопад 2013 |  |  |  |
| Жанр                                  | Рок поп-рок бритпоп   |  |  |  |
| Мова                                  | англійська            |  |  |  |
| Тривалість                            | 3 хв.                 |  |  |  |
| Автор слів                            | Стас Шурінс           |  |  |  |
| Хронологія Стас Шурінс                |                       |  |  |  |
| «Пока ты со мной» (2013) «Why» (2014) |                       |  |  |  |
|                                       |                       |  |  |  |
|                                       |                       |  |  |  |
|                                       |                       |  |  |  |
| Цей твір у Вікісховищі                |                       |  |  |  |
|                                       |                       |  |  |  |
|                                       |                       |  |  |  |
| «Пока ты со мной» (2013)              | «Why» (2014)          |  |  |  |

| «Пока ты со мной» (2013) | «Why» (2014) |  |

### Відеографія

#### Кліпи
| Рік  | Кліп                             | Режисер            | Альбом               |
| ---- | -------------------------------- | ------------------ | -------------------- |
| 2008 | C'est La Bombe (разом з V Label) | Comp Music Ltd     |                      |
| 2010 | Я перестану (разом з Рушан)      | MBP Production     |                      |
| 2012 | Прости                           | Ігор Стеколенко    | «Раунд 1»            |
| 2012 | I Don't Care                     | Ксенія Крутоголова | «Естественный отбор» |
| 2012 | I.P.O.D.                         | Ксенія Крутоголова | «Естественный отбор» |
| 2013 | Take                             | Ксенія Крутоголова | «Естественный отбор» |
| 2013 | Ты моё                           | Ксенія Крутоголова | «Естественный отбор» |
| 2013 | Пока ты со мной                  | Ксенія Крутоголова | «Естественный отбор» |
| 2014 | Why                              | Ксенія Крутоголова | «Естественный отбор» |

## Скандали
Новий телеканал і Костянтин Меладзе вважають появу іноземного виконавця на кастингу «Фабрики зірок» дивом, привласнили собі артиста, який дивом опинився з Риги на кастингах у Києві. Попри резонанс справи ніхто з організаторів і продюсерів проєкту української «Фабрики зірок» не підтвердив крадіжку артиста Стаса Шуріна у компанії TUARON та її керівника — Anton Sova.

Визнати наявність в артиста менеджера означало б самому артисту втратити місце під час конкурсу і надалі мати юридичні наслідки для всіх сторін. Сам артист відхрестився від ділових стосунків з Anton Sova і компанією TUARON заради збереження місця в конкурсі «Фабрики зірок-3» в якому він у результаті здобув перемогу.